# Otuđenje od roditelja
Otuđenje (djeteta) od roditelja je proces i posljedica psihološke manipulacije djeteta, koje pokazuje neopravdani strah, nepoštovanje ili neprijateljstvo prema roditelju i/ili drugim članovima obitelji. To je prepoznatljiv i raširen oblik psihološkog zlostavljanja i nasilja u obitelji nad djetetom i odbačenim članovima obitelj, koje se javlja skoro isključivo u slučajevima rastave ili razvoda (osobito ako je došlo do sudskog postupka), koji potkopava osnovna načela Opće deklaracije o pravima čovjeka i Konvencije o pravima djeteta. Najčešće je uzrok roditelj koji želi isključiti drugog roditelja iz života svog djeteta, ali otuđenju mogu znatno pridonijeti i drugi članovi obitelji ili prijatelji, kao i stručnjaci koji se bave s obitelji (uključujući psihologe, socijalne radnike, odvjetnike i suce). To često dovodi do dugoročnog, pa čak i trajnog, otuđenja djeteta od jednog roditelja i drugih članova obitelji, te kao veoma neugodno iskustvo iz djetinjstva za posljedicu ima znatno povećani rizik za mentalno i fizičko oboljenje djeteta.

## Općenito
Prvi je puta opisano 1976. kao "patološko svrstavanje", ova se dinamika odnosi na situaciju kad dijete nerazumno odbija roditelja s kojim ne živi. Richard A. Gardner je 1980. temeljem svoga kliničkog iskustva rada s djecom razvedenih roditelja, uveo pojam sindrom otuđenja od roditelja. Nakon njega drugi istraživači predlažu da se manje pažnje usmjeri na dijagnozu sindroma, a više na, kako je opisano, "otuđeno dijete", te na dinamiku situacije koja je pridonijela otuđenju. Iz tog se kuta na otuđenje gleda kao na prekid privrženosti između roditelja i djeteta, a može biti prouzročeno višestrukim faktorima. Ponašanja svih članova obitelji, uključujući i ono otuđenog roditelja, mogu dovesti do obiteljske disfunkcionalnosti i odbacivanja roditelja.  Preporuča se da se u ocjeni slučajeva otuđenja od roditelja u obzir uzmu svi čimbenici koji su doveli do otuđenja te sve moguće metode izlječenja.
Otuđenje od roditelja nema jedinstvenu definiciju i njegovo postojanje, etiologija, karakteristike, a posebno koncept sindrom otuđenja od roditelja, predmet su rasprave. Neke formulacije koncepta naglašavaju ulogu roditelja otuđitelja, nazivajući ga različito, roditeljem programatorom ili "ogorčenim-kaotičnim roditeljem".
Recentniji opisi, pod utjecajem istraživanja Kelly i Johnston, predložili su složeniju analizu, kod koje svi članovi obitelji mogu imati utjecaj. Ovaj "sustavno utemeljen" pogled, priznaje da dijete može biti otuđeno od jednog roditelja bez "otuđujučeg" ponašanja drugog roditelja. Noviji radovi, npr. Dr Craig Childress (2015) odbacuju naziv "sindrom" te pojavu nazivaju "'otuđenjem od roditelja' koje se temelji na privrženosti". Navodeći brojnu stručnu literaturu kojom potkrijepljuje svoje tvrdnje, pojavu objašnjava kao posljedicu poremećaja privrženosti koji je u djeteta nastao pod utjecajem patogenog roditelja, radi među-generacijskog prijenosa traume, zbog čega taj roditelj s djetetom stvara među-generacijski savez, triangulirajući dijete u sukob s drugim roditeljem i oživljavajući svoju traumu iz djetinjstva kroz lažnu dramu u kojoj su sudionici dijete žrtva – roditelj nasilnik – roditelj zaštitnik. Njegova dijagnostička lista razlikuje se od Gardnerijanske i poziva se na tri glavna simptoma jasno vidljiva u djeteta: potisnuti sustav privrženosti odbačenom roditelju, znaci poremećaja osobnosti koji su vidljivi u djeteta ili fobična anksioznost prema jednom roditelju te fiksirane deluzije, pri čemu se ovo posljednje dvoje u djece ne razvija osim pod utjecajem nekog odrasloga. 
Kliničari na ovom području (Dr Childress, Dr Baker) smatraju da dijete, osim u slučajevima teškog i dugotrajnog zlostavljanja ili incesta, ne odbacuje jednog roditelja ako nije na to prisiljeno od drugog roditelja i/ili okoline.
Sama pojava se opire logici time što se dijete zapravo vezuje za roditelja koji ga otuđuje (zlostavlja), dok odbacuje roditelja čije je roditeljstvo sasvim primjereno. Posebice i zato što se roditelj otuđitelj i okolini prikazuje kao bolji roditelj, zadovoljan je i naizgled ima s djetetom savršen odnos, dok je odbačeni roditelj nesretan, frustriran i nerijetko se nije u stanju predstaviti u sasvim pozitivnom svjetlu.  Ponašanje roditelja koji dijete otuđuje od drugog roditelja može biti svjesno i s namjerom, nesvjesno, ili može odražavati nedostatak svijesti o učinku na dijete.
Izravno otuđujuća ponašanja su kad jedan roditelj aktivno podriva drugog roditelja, npr. kad daje uvredljive primjedbe o drugom roditelju, kada djetetu govori da je drugi roditelj uzrok razvoda ili financijskih problema.
Neizravno otuđivanje je kad roditelj ne podržava djetetov kontakt s drugim roditeljem ili prešutno prihvaća negativno ponašanje i komentare djeteta prema drugom roditelju.
Većina literature o ovoj pojavi, a koja je ocijenjena od drugih stručnjaka, jest u obliku opisa i definicija (tu spadaju radovi objavljeni u znanstvenim i stručnim časopisima, ali ne i knjige jer se knjige ne ocjenjuju na taj način, već kroz recenzije i kritike. Provedena su neka empirijska istraživanja, no kvaliteta ovih istraživanja varira. U tijeku su dalja istraživanja koja provode brojni znanstvenici i stručnjaci na ovom području, a osnovana je i Parental Alienation Study Group. Dr. Clawar i Ms Rivkin [13] izradili su longitudinalnu studiju koja je uključivala 1000 slučajeva. Otklon zbog odabira uzorka problem je u mnogim istraživanjima. Npr., kad se razgovara s otuđenom djecom, velika je vjerojatnost da će ona koja su odabrana za studiju upravo ona koja su najteže otuđena i koja najviše pate. 
U literaturi ocijenjenoj od drugih stručnjaka, opsežno se navode uvjerenja sudaca, odvjetnika i stručnjaka mentalnog zdravlja.

## Prihvaćanje struke
Drugostupanjski i viši sudovi diljem svijeta prepoznaju otuđenje od roditelja kao oblik zlostavljanja djece s dugoročnim i štetnim posljedicama za dijete.
Neki pravni sustavi, posljednji su Brazil i Meksiko, prepoznaju otuđenje od roditelja kao kazneno djelo. Kod nekih drugih pravnih sustava može doći do obustave alimentacije u slučajevima otuđenja od roditelja. Na primjer, u New Yorku, u slučaju Robert Coull v. Pamela Rottman, br. 2014-01516, 2015 NY App. Div. LEXIS 6611 (2. rujna 2015), kod kojeg su, zbog obrasca otuđujućeg djelovanja majke, ocu bili zapriječeni susreti sa sinom, ukinuta je obveza isplate uzdržavanja za dijete. Neki sudovi u SAD-u pokušali su riješiti problem putem obvezujuće terapije reunifikacije, ali trenutno ne postoji federalni ili državni zakon u SAD-u kojim se regulira slučaj otuđenja od roditelja. Kao rezultat nepovjerenja u vještake psihologe, brojni sudovi zahtijevaju stručnu akreditaciju i status svih osoba koje se pozivaju na pojam otuđenja od roditelja.
Povijest otuđenja od roditelja ukazuje na rastuće priznanje njegova medicinskog statusa. U 1996., Predsjednička radna skupina za nasilje i obitelj Američkog udruženja psihologa (APA) ukazala je na nedostatak podataka koji bi dokazivali sindrom otuđenja od roditelja (PAS), i izrazila dvojbe u vezi s korištenjem te sintagme.
Međutim je APA 1. siječnja 2008. objavila priopćenje, navodeći da organizacija nema službeni stav u odnosu na sindrom otuđenja od roditelja (PAS). Rezultati ankete provedene među pravnim i stručnjacima mentalnog zdravlja iz 2009. pokazuju da postoji umjerena podrška prihvaćanju postojanja otuđenja od roditelja. Međutim, i dalje postoje otpori prihvaćanju postojanja sindroma otuđenja od roditelja.  William Bernet, u petoj inačici Dijagnostičkog i statističkog priručnika za mentalne poremećaje DSM-5, koji je objavljen 2013. godine, založio se za uključivanje poremećaja otuđenja od roditelja kao dijagnoze koja se odnosi na otuđenje od roditelja. Njegova koncepcija odnosi se na otuđenje od roditelja i razne druge opise ponašanja za koja vjeruje da predstavljaju osnovni koncept poremećaja otuđenja od roditelja.  Unatoč lobiranju predlagatelja, u prosincu 2012. godine je prijedlog odbijen.  Neki su sugerirali da je opća ideja sindroma pokrivena u DSM-5 u blisko povezanoj dijagnozi: "Relacijski problem roditelj-dijete". Npr., djetetova percepcija otuđenog roditelja "može uključivati negativne atribute koje je primilo od drugih, neprijateljstvo prema ili žrtvovanje drugog (roditelja) i neopravdane osjećaje udaljenosti."
U anketi Udruge obiteljskih i miriteljskih sudova iz 2010. godine, 98% od 300 ispitanika potvrdno je odgovorilo na pitanje: "Smatrate li da neka djeca zbog manipulaianja jednog roditelja iracionalno i neopravdano odbijaju drugog roditelja?". Međutim, sindrom otuđenja od roditelja ne odnosi se na tu manipulaciju, već na djetetovo odbacivanje roditelja. Američka psihijatrijska udruga i Američka udruga psihologa imaju neutralan pogled prema sindromu otuđenja od roditelja te u 28 država SAD-a PAS ne zadovoljava Frye test za dopustivost na sudu. Međutim, jer je Frye test suspendiran “Saveznim pravilima dokazivanja” (Federal Rules of Evidence) na Vrhovnom sudu SAD, brojni odvjetnici i sudski vještaci, specijalizirani za razne vrste patologije (uključujući traumu i poremećaje ličnosti te poremećaje privrženosti) tvrde da roditelji ponekad uništavaju odnos djeteta s drugim roditeljem inducirajući u djeteta patologije opisane u DSM-5.

## Razlikovanje
Realno udaljivanje je fenomen koji se razlikuje od "patološkog otuđenja". Kod prvog se radi o razumljivom odbijanju djeteta da se viđa s roditeljem zlostavljačem, dok se kod drugog radi o otuđenju koje je emocionalno štetno i neopravdano.

### Ostali pristupi
Neki su raspravljali o drugačijem pristupu kod teških slučajeva. Taj pristup definira niz psiholoških simptoma kod djeteta, i predlaže psihološko objašnjenje njihova nastanka zbog štetnih roditeljskih postupaka te objašnjava razloge takvog roditeljskog postupanja.  Kod takvog pristupa na fenomen se gleda kao na kombinaciju psiholoških problema, koje psiholozi razumiju i prepoznaju.
U skladu s tom teorijskom formulacijom, "patologija tradicionalnog naziva 'otuđenje od roditelja' jest manifestacija već dobro utvrđenih oblika postojećih patologija."

#### Simptomi
Nepostojanje privrženosti djeteta roditelju.
U odnosu prema roditelju za kojeg drži da je neadekvatan ili zlostavljač, dijete ispoljava "grandioznost, povlaštenost, odsustvo empatije, oholo, drsko ponašanje i deluzijske sustave uvjerenja" o tome da je roditelj loš ili nasilan.
Dijete je u splittingu, uvjereno je da je jedan roditelj savršeno dobar, a drugi potpuno loš.
Osim simptoma poremećaja privrženosti i deluzijskih uvjerenja, svaki je od tih kriterija sadržan u DSM-5, bilo za narcisoidni ili granični poremećaj osobnosti.

#### Lažni narativ
Roditelj koji je proživio osjećaj neadekvatnosti ili napuštanja u djetinjstvu može te osjećaje ponovno oživjeti pri rastavi ili razvodu.
Kao reakciju, taj roditelj može oživjeti lažni narativ vezan uz vlastito djetinjstvo, pri čemu drugi roditelj predstavlja manjkavog ili roditelja zlostavljača, dijete predstavlja žrtvu drugog roditelja, a roditelj koji koristi štetnu roditeljsku praksom predstavlja se kao dobar roditelj koji naizgled pokušava zaštititi svoje dijete. Uloga promatrača, kao što su prijatelji, socijalni radnici, terapeuti, i suci, jest da potvrde deluziju toga roditelja, koju je već djelomično potvrdilo dijete koje djeluje kao žrtva. Međutim, u stvarnosti, drugi roditelj nije niti neadekvatan niti zlostavljač, naprotiv, roditelj koji koristi štetnu roditeljsku praksu jest zlostavljač. Zapravo, roditelj koji strahuje od vlastite neadekvatnost ili napuštanja u stanju je projicirati svoje strahove na drugog roditelja jer "svi mogu jasno vidjeti" da je drugi roditelj taj koji je odbačen, napušten od djeteta i "manjkav" kao roditelj.

#### Uzrok
Roditelj koji koristi štetna roditeljska postupanja pati od graničnog poremećaja osobnosti ili narcisoidnog poremećaja osobnosti, što je povezano s iskustvom osjećaja neadekvatnosti ili napuštenosti tijekom odrastanja. Taj osjećaj može biti ponovno pokrenuti rastavom ili razvodom, što je uzrok dekompenzacije u deluzije proganjanja.
Takvi roditelji smatraju da ne moraju slijediti društvene norme pravičnosti, oni mogu "učiniti roditelja od svojeg djeteta", "pretjerano vezati djecu uz sebe",
"zahtijevati apsolutan i neograničen nadzor nad svojom djecom, uz istodobnu prijetnju odbacivanja",
projicirati vlastite strahove na drugog roditelja, napustiti svog/ju supruga/u radi svoje djece, te nakon nekog teškog iskustva oživjeti svoju traumu privrženosti iz djetinjstva.

#### Mehanizam
Tehnike štetnog roditeljstva mogu biti suptilne i "izvorne". Roditelj može triangulirati dijete u bračni sukob
potičući dijete čak i na manje pritužbe o drugom roditelju, a zatim "ih oduševljeno vrednovati". Time se djetetu signalizira da je drugi roditelj opasan i neosjetljiv. Poticanjem djeteta na prituživanje, dijete se manipulativno postavlja u ulogu žrtve, a da toga nije svjesno, što roditelju omogućuje zauzimanje zaštitničke uloge, čime drugog roditelja postavlja u ulogu "neadekvatnog" roditelja. Pri tome se promatračima ne ostavlja ni traga o onomu što se dogodilo – oni samo vide dijete koje djeluje kao "žrtva". Tijekom vremena, kombinirani učinci odrastanja uz otuđujućeg roditelja, uz spomenuti proces kritiziranja, te uz odrastanje odvojeno od odbačenog roditelja, kao rezultat fokusiranja na negativnosti o drugom roditelju dovest će dijete do odbacivanja drugog roditelja kao manjkavog.
Roditelj također može kombinirati laži, poluistine, i pretjerivanja, posebno ona koje dijete nije u mogućnosti potvrditi ili ona gdje se točan dio poluistine može lako provjeriti. Kao rezultat poticanja da djeluje kao sudac odbačenom roditelju, dijete se osjeća superiorno u odnosu na odbačenog roditelja, što dovodi do simptoma grandioznosti, povlaštenosti i ohole arogancije. To hrani deluziju roditelja da zapravo štiti dijete od neadekvatnog roditelja. Potom i dijete počinje prihvaćati takvu deluziju.
Budući da su dijete i roditelji iz različitih generacija, naziv za to je perverzni trokut, koji je dodatno zakompliciran stopljenošću (konfluencijom), a situaciju još dodatno pogoršava to što član perverznog trokuta ima poremećaj osobnosti. Vrhunac je dinamika splittinga u roditelja s poremećajem osobnosti, koja zahtijeva da bivši supružnik postane i bivši roditelj djeteta. Konačno, dijete može biti zavedeno u krivo tumačenje tuge koju proživljava zbog gubitka roditelja kao bol koja znači da je odbačeni roditelj zlostavljač, jer se ta bol većinom javlja u prisustvu odbačenog roditelja.

#### Gubitak privrženosti prema roditelju je rijedak u djece
Gubitak privrženosti prema odbačenom roditelju rijetko se viđa
iako do njega može doći kao posljedica seksualnog zlostavljanja, fizičkog zlostavljanja ili zloporabe droga. Međutim, u takvim slučajevima nisu prisutni drugi simptomi, npr. deluzijska uvjerenja o odbačenom roditelju kao zlostavljaču i neadekvatnoj osobi.

#### Liječenje
Uspjeh u vraćanju privrženosti djeteta roditelju ovisi ponajprije o zaštiti djeteta od štetnog roditeljstva. Studije upućuju na to da dijete ovu zaštitu ne doživljava traumatično.
Prema izvješću, kad postoje simptomi, strukturirana intervencija je učinkovitija od tradicionalnog savjetovanja. Strukturirani intervencija uključuje:
- razvijanje kritičkog razmišljanja u cilju prevladavanja odbijanja i dinamike stopljenosti (konfluencije),
- vraćanje djeteta na njegovo mjesto u obiteljskoj hijerarhiji,
- rješavanje obiteljskog sustava,
- privremena zaštita djeteta od loših roditeljskih ponašanja roditelja s kojim je stopljeno.

Tradicionalno savjetovanje koje se temelji na terapeutskom savezu podložno je:
- dugotrajnosti, zbog nedostatka odrednica i rasporeda,
- roditeljsko sabotiranje terapije kojem je cilj neuspjeh terapije,
- stvaranju ekskluzivnog fokusa na djetetove osjećaje i pritužbe, čime se isključuje rješavanje problema obiteljskog sustava,
- nedjelotvornost roditelja koji se ispričava zbog izmišljenih, pretjeranih, ili iskrivljenih pritužbi.

#### Razlikovanje
Ova vrsta štetnog roditeljstva razlikuje se od Sindroma otuđenja od roditelja, što je predloženi sindrom definiran skupom osam pokazatelja, čime se razlikuje u odnosu na gore navedene simptome.

#### Posljedice
Ako je ovo teorijska formulacija ispravna, i ako dijete ispoljava ovaj skup simptoma, posljedica je to štetnih roditeljskih postupaka, a ako nisu predložene druge teorijske formulacije za taj skup simptoma, onda se smatra da dijete koje ispoljava ove simptome potpada u područje zaštite djeteta. Radi se o relevantnom DSM-5 dijagnostičkom kodu V995.51, Psihičko zlostavljanje djeteta, što nameće obvezu zaštite djeteta.

## Vanjske poveznice
- Childress, Woodall i Kruk na hrvatskom
- National Coalition Against Parental Alienation
- Parental Alienation Study Group
- Encyclopedia of Clinical Psychology, 2015.
- Encyclopedia of Special Education
- Corsini Encyclopedia Of Psychology, 2010.
- Kako odgovoriti na otuđenje roditelja